# (7727) Chepurova
(7727) Chepurova es un asteroide perteneciente al cinturón de asteroides, región del sistema solar que se encuentra entre las órbitas de Marte y Júpiter.
Fue descubierto el 8 de marzo de 1975 por Nikolái Stepánovich Chernyj desde el Observatorio Astrofísico de Crimea.

## Designación y nombre
Designado provisionalmente como 1975 EA3 fue nombrado por Valentina Mikhajlovna Chepurova, una mecánica celeste del Instituto Astronómico Sternberg en Moscú, es conocida por su investigación sobre la dinámica de los cuerpos pequeños del sistema solar mediante métodos analíticos y cualitativos. Como directora de mecánica celeste, también está muy involucrada en la educación de los estudiantes.

## Características orbitales
Chepurova está situado a una distancia media del Sol de 2,360 ua, pudiendo alejarse hasta 2,704 ua y acercarse hasta 2,017 ua. Su excentricidad es 0,145 y la inclinación orbital 3,543 grados. Emplea 1324,48 días en completar una órbita alrededor del Sol.

## Características físicas
La magnitud absoluta de Chepurova es 14,00. Tiene 9,224 km de diámetro y su albedo se estima en 0,037.